# ミテネインターネット
ミテネインターネット株式会社は、福井県福井市に本社を置き、インターネットサービス「mitene」を展開している企業である。三谷商事・福井ケーブルテレビの子会社である。

## 概要
2002年7月1日に三谷商事と福井ケーブルテレビが設立した。田崎健治社長は福井ケーブルテレビ社長を兼務している。
インターネット接続サービスのうち、FTTHではNTT西日本及びNTT東日本のフレッツ光に対応したサービスを提供している。ADSLでもフレッツADSL対応サービスを提供しているが、福井県（敦賀市以北）、石川県、富山県の主要地域ではフレッツに加え、mitene独自の「mitene・ADSL」（北陸通信ネットワークのADSL回線ホールセールを利用）も提供している。
また、福井ケーブルテレビとさかいケーブルテレビのインターネットサービスを引き受けている。

## 関連会社
- 三谷商事
- 福井ケーブルテレビ
- さかいケーブルテレビ